# Tessaropa mineira
Tessaropa mineira är en skalbaggsart som beskrevs av Martins 1981. Tessaropa mineira ingår i släktet Tessaropa och familjen långhorningar. Inga underarter finns listade i Catalogue of Life.